# Beauséjour River
Beauséjour River är ett vattendrag i Grenada.   Det ligger i parishen Saint George, i den västra delen av landet, 3 km norr om huvudstaden Saint George's. Beauséjour River ligger på ön Grenada.